# Малый Ужин
Малый Ужин — деревня в Старорусском районе Новгородской области в составе Наговского сельского поселения.

## География
Находится в южной части Новгородской области на расстоянии приблизительно 16 км на север-северо-запад по прямой от железнодорожного вокзала города Старая Русса.

## История
На карте 1840 года уже была обозначена как поселение с 32 дворами. В 1908 году здесь (деревня Старорусского уезда Новгородской губернии) было учтено 63 двора.

## Население
Численность населения: 354 человека (1908 год), 24 (русские 100 %) в 2002 году, 19 в 2010.

## Транспорт
Остановка общественного транспорта «Малый Ужин» обслуживается автобусным маршрутом №107 Старая Русса — Борисово — Старая Русса.